# 14. etape af Tour de France 2007
Fjortende etape af Tour de France 2007 var en 197 km lang etape som gik fra Mazamet til Plateau-de-Beille. Etapen indeholdte 2 spurter og 3 bjergpasseringer; 1 kategori 2 stigning og 2 HC-stigninger.
- Etape: 14
- Dato: 22. juli
- Længde: 197 km
- Danske resultater:

2. Michael Rasmussen + 0.0
- Gennemsnitshastighed: 36,3 km/t

## Sprint og bjergpasseringer

### 1. sprint (Carcassonne)
Efter 46,5 km
| Vinder | Aliaksandr Kuchynski | 6p, 6s |
| 2.     | Rubén Pérez          | 4p, 4s |
| 3.     | José Iván Gutiérrez  | 2p, 2s |

### 2. sprint (Campagne-sur-Aude)
Efter 91,5 km
| Vinder | Carlos Barredo       | 6p, 6s |
| 2.     | Aliaksandr Kuchynski | 4p, 4s |
| 3.     | José Iván Gutiérrez  | 2p, 2s |

### 1. bjerg (Côte de Saint-Sarraille)
2. kategori stigning efter 9 km
| Plads | Navn               | Point |
| ----- | ------------------ | ----- |
| 1.    | David de la Fuente | 10    |
| 2.    | Mauricio Soler     | 9     |
| 3.    | Yaroslav Popovych  | 8     |
| 4.    | Juan Manuel Gárate | 7     |
| 5.    | Gorka Verdugo      | 6     |
| 6.    | Laurent Lefèvre    | 5     |

### 2. bjerg (Port de Pailhères)
HC-stigning efter 146,5 km
| Plads | Navn                | Point |
| ----- | ------------------- | ----- |
| 1.    | Rubén Pérez         | 20    |
| 2.    | Amets Txurruka      | 18    |
| 3.    | Antonio Colom       | 16    |
| 4.    | José Iván Gutiérrez | 14    |
| 5.    | Carlos Barredo      | 12    |
| 6.    | Mauricio Soler      | 10    |
| 7.    | Michael Rasmussen   | 8     |
| 8.    | Thomas Dekker       | 7     |
| 9.    | Michael Boogerd     | 6     |
| 10.   | Denis Mensjov       | 5     |

### 3. bjerg (Plateau de Beille)
HC-stigning efter 197 km
| Plads | Navn               | Point |
| ----- | ------------------ | ----- |
| 1.    | Alberto Contador   | 40    |
| 2.    | Michael Rasmussen  | 36    |
| 3.    | Mauricio Soler     | 32    |
| 4.    | Levi Leipheimer    | 28    |
| 5.    | Carlos Sastre      | 24    |
| 6.    | Andreas Klöden     | 20    |
| 7.    | Cadel Evans        | 16    |
| 8.    | Antonio Colom      | 14    |
| 9.    | Andrej Kasjetsjkin | 12    |
| 10.   | Yaroslav Popovych  | 10    |

## Resultatliste
|    | Navn               | Land       | Hold              | Tid     |
| -- | ------------------ | ---------- | ----------------- | ------- |
| 1  | Alberto Contador   | Spanien    | Discovery Channel | 5:25.48 |
| 2  | Michael Rasmussen  | Danmark    | Rabobank          | + 0.00  |
| 3  | Mauricio Soler     | Colombia   | Barloworld        | + 0.37  |
| 4  | Levi Leipheimer    | USA        | Discovery Channel | + 0.40  |
| 5  | Carlos Sastre      | Spanien    | Team CSC          | + 0.53  |
| 6  | Andreas Klöden     | Tyskland   | Astana            | + 1.52  |
| 7  | Cadel Evans        | Australien | Predictor-Lotto   | + 1.52  |
| 8  | Antonio Colom      | Spanien    | Astana            | + 2.23  |
| 9  | Andrej Kasjetsjkin | Kasakhstan | Astana            | + 2.23  |
| 10 | Yaroslav Popovych  | Ukraine    | Discovery Channel | + 3.06  |

## Udgående ryttere
- 209 Francisco Ventoso fra Saunier Duval-Prodir stillede ikke til start efter at have skadet sin venstre hånd hårdt på den 11. etape.